# Bistum Ban Mê Thuột
Das Bistum Ban Mê Thuột (lat.: Dioecesis Banmethuotensis, vietnamesisch: Giáo phận Ban Mê Thuột) ist eine in Vietnam gelegene römisch-katholische Diözese mit Sitz in Buôn Ma Thuột.

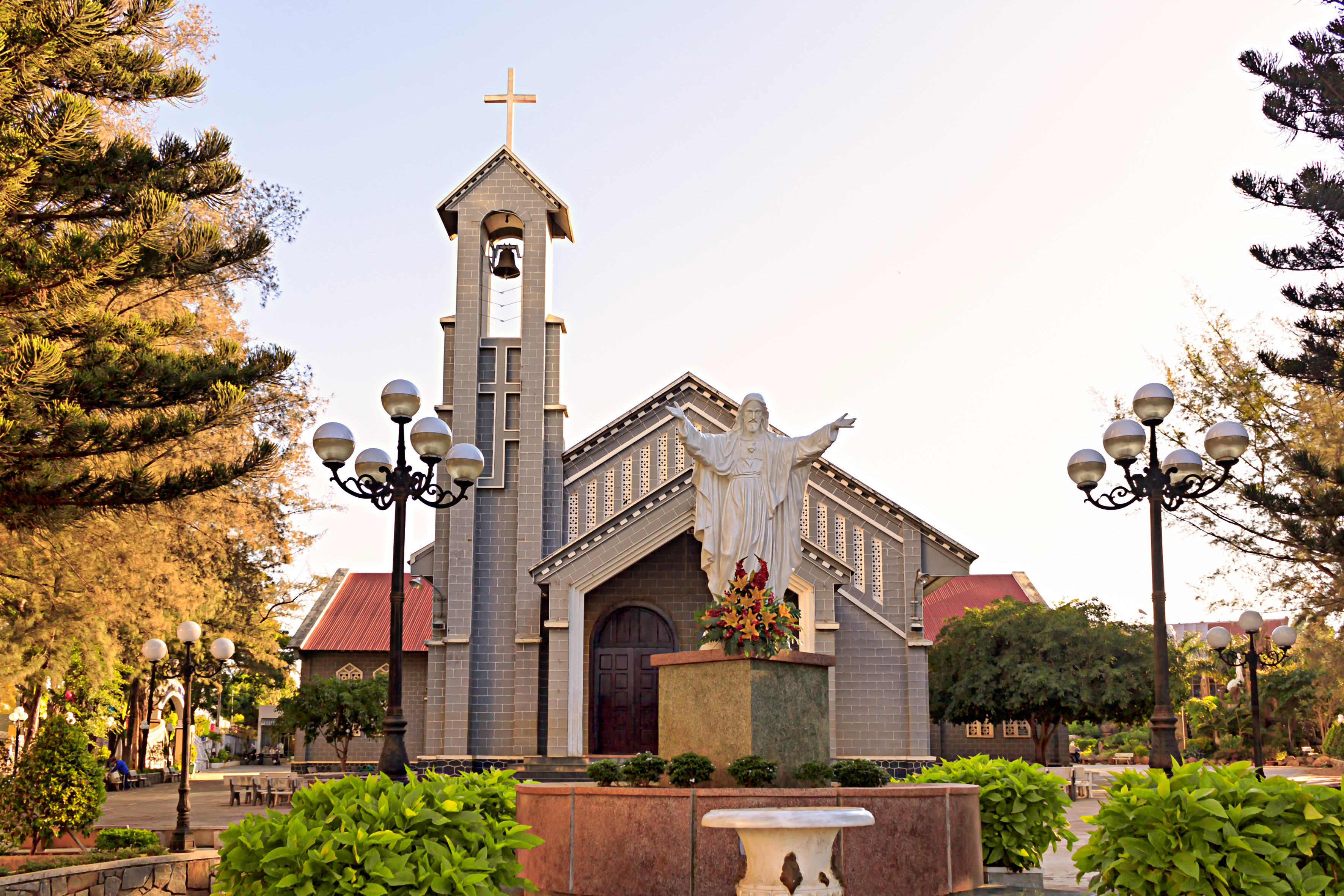
Kathedrale von Ban Mê Thuột

## Geschichte
Das Bistum Ban Mê Thuột wurde am 22. Juni 1967 durch Papst Paul VI. aus Gebietsabtretungen der Bistümer Đà Lạt und Kontum errichtet und dem Erzbistum Huế als Suffraganbistum unterstellt.

## Bischöfe von Ban Mê Thuột
- Pierre Nguyên Huy Mai, 1967–1990
- Joseph Trịnh Chính Trực, 1990–2000
- Joseph Nguyên Tich Duc, 2000–2006
- Vincent Nguyên Van Ban, 2009–2022, dann Bischof von Hải Phòng
- John Baptist Nguyen Huy Bac, seit 2024